# 二氧化钋
二氧化钋 ，又称氧化钋(IV)是一种无机化合物，化学式PoO2。它是钋的三个氧化物之一，另外两个是一氧化钋(PoO) 和 三氧化钋(PoO3)。它在室温下是淡黄色晶体。在低压（例如真空）下，它会在 500 °C 以上分解成钋和氧。 它是钋最稳定的氧化物，也是一种氧族元素互化物。

## 结构和外观
在室温下，二氧化钋有着萤石结构。当加热时，它会转变成四方晶系。萤石结构的二氧化钋是淡黄色的，而四方晶系的是红色的。 随着温度的升高，二氧化钋的颜色也越来越深，到了升华点 885 °C 时变成了巧克力色。Po4+
 的离子半径是 1.02 或 1.04 Å。因此， Po4+
/O2−
 的半径比是 0.73，是形成萤石结构所需的半径比的下限，因此二氧化钋有两种结构。 当刚制备时，二氧化钋总是呈四方晶系，在静置或强烈冷却后变为萤石结构。 

## 天然存在
二氧化钋不存在于自然界。这是由于钋在自然界中的稀有度和形成二氧化物所需的温度（250 °C）而不存在。

## 制备
二氧化钋可以由钋和氧在 250 °C 下化合而成。它也可以由氢氧化钋(IV) (PoO(OH)2)， 二硫酸钋 (Po(SO4)2)，硒酸钋 (Po(SeO4)2)或四硝酸钋 (Po(NO3)4)的热分解而成。

## 化学性质
在 200 °C的氢气下，二氧化钋会缓慢还原成金属钋。 这种还原在 250 °C 下的 氨或硫化氢中也会发生。 当二氧化钋在二氧化硫中加热到 250 °C时，一种白色物质会因此产生，可能是亚硫酸钋。 当二氧化钋水解时，会形成亚钋酸（H2PoO3），并形成浅黄色沉淀。亚钋酸是两性化合物，与酸和碱反应。 
二氧化钋和卤化氢的反应可以形成四卤化钋：
PoO2 + 4 HF → PoF4 + 2 H2O
PoO2 + 4 HCl → PoCl4 + 2 H2O
PoO2 + 4 HBr → PoBr4 + 2 H2O
PoO2 + 4 HI → PoI4 + 2 H2O
在反应中，二氧化钋表现的像二氧化碲，形成 Po(IV) 盐。不过，氧族元素氧化物的酸性会随着族往下而变弱，因此二氧化钋和氢氧化钋(IV) 比它们较轻的同类物有更弱的酸性。 举个例子，SO2、SO3、SeO2、SeO3 和 TeO3是酸性的，不过TeO2是两性的。 PoO2 也是两性的，甚至它带有一点的碱性。
二氧化钋和氢氧化钾或硝酸钾的反应形成亚钋酸钾 (K2PoO3)：
PoO2 + 2 KOH → K2PoO3 + H2O
PoO2 + 2 KNO3 → K2PoO3 +2 NO
二氧化钋和亚钋酸根 (PoO2−
3)的关系类似于三氧化钋和 钋酸根 (PoO2−
4)的关系。

## 应用
除了学术研究以外，二氧化钋目前没有用处。

## 危险性
所有钋化合物，包括二氧化钋，都是强放射性 的，需要存放于手套箱。 这个手套箱还必须封闭在与手套箱类似的另一个箱中，并保持在比手套箱稍低的压力下，以防止放射性物质泄漏。 天然橡胶制成的手套不能提供足够的防护来防止钋的辐射，手术手套是必要的。 氯丁橡胶制手套比天然橡胶手套有更高的抗放射性能力。